# 우테 렘퍼
우테 게르트루트 렘퍼(독일어: Ute Gertrud Lemper, 1963년 7월 4일 ~ )는 독일의 배우, 가수이다.

## 출연 작품
- 매직 인 더 문라이트 - 카바레 가수 역